# Miłosz Trojak
Miłosz Trojak (Wałbrzych, 5 maggio 1994) è un calciatore polacco, difensore dell'Ulsan HD.

## Carriera
Cresciuto nei settori giovanili di Górnik Wałbrzych e Ruch Chorzów, ha esordito con la prima squadra dei Niebiescy il 10 febbraio 2017, nella partita di Ekstraklasa persa per 0-1 contro il KS Cracovia. Il 20 luglio seguente rinnova fino al 2019; il 9 luglio 2018 si svincola dal club e il giorno dopo viene tesserato con un annuale dallo Stomil Olsztyn.
Il 16 gennaio 2019 si trasferisce all'Odra Opole, con cui resta per tre stagioni e mezzo. Il 9 giugno 2022 passa al Korona Kielce; il 13 marzo 2024 prolunga per un'ulteriore stagione con i giallorossi. Il 22 maggio 2025, in scadenza di contratto, annuncia l'addio al club e il 5 giugno seguente firma un biennale con l'Ulsan HD.

## Statistiche

### Presenze e reti nei club
Statistiche aggiornate al 2 luglio 2025.
| Stagione             | Squadra              | Campionato           | Campionato | Campionato | Coppe nazionali | Coppe nazionali | Coppe nazionali | Coppe continentali | Coppe continentali | Coppe continentali | Altre coppe | Altre coppe | Altre coppe | Totale | Totale | Totale |
| Stagione             | Squadra              | Comp                 | Pres       | Reti       | Comp            | Pres            | Reti            | Comp               | Pres               | Reti               | Comp        | Pres        | Reti        | Pres   | Reti   |        |
| -------------------- | -------------------- | -------------------- | ---------- | ---------- | --------------- | --------------- | --------------- | ------------------ | ------------------ | ------------------ | ----------- | ----------- | ----------- | ------ | ------ | ------ |
| 2016-2017            | Ruch Chorzów         | EK                   | 12         | 0          | CP              | 0               | 0               | -                  | -                  | -                  | -           | -           | -           | 12     | 0      |        |
| 2017-2018            | Ruch Chorzów         | 1L                   | 27         | 0          | CP              | 1               | 0               | -                  | -                  | -                  | -           | -           | -           | 28     | 0      |        |
| Totale Ruch Chorzów  | Totale Ruch Chorzów  | Totale Ruch Chorzów  | 39         | 0          |                 | 1               | 0               |                    | -                  | -                  |             | -           | -           | 40     | 0      |        |
| 2018-gen. 2019       | Stomil Olsztyn       | 1L                   | 19         | 1          | CP              | 1               | 0               | -                  | -                  | -                  | -           | -           | -           | 20     | 1      |        |
| gen.-giu. 2019       | Odra Opole           | 1L                   | 12         | 0          | CP              | 1               | 0               | -                  | -                  | -                  | -           | -           | -           | 13     | 0      |        |
| 2019-2020            | Odra Opole           | 1L                   | 24         | 2          | CP              | 2               | 1               | -                  | -                  | -                  | -           | -           | -           | 26     | 3      |        |
| 2020-2021            | Odra Opole           | 1L                   | 30         | 0          | CP              | 1               | 0               | -                  | -                  | -                  | -           | -           | -           | 31     | 0      |        |
| 2021-2022            | Odra Opole           | 1L                   | 31+1       | 1          | CP              | 1               | 0               | -                  | -                  | -                  | -           | -           | -           | 33     | 1      |        |
| Totale Odra Opole    | Totale Odra Opole    | Totale Odra Opole    | 97+1       | 3          |                 | 5               | 1               |                    | -                  | -                  |             | -           | -           | 103    | 4      |        |
| 2022-2023            | Korona Kielce        | EK                   | 33         | 1          | CP              | 2               | 0               | -                  | -                  | -                  | -           | -           | -           | 35     | 1      |        |
| 2023-2024            | Korona Kielce        | EK                   | 30         | 2          | CP              | 4               | 0               | -                  | -                  | -                  | -           | -           | -           | 34     | 2      |        |
| 2024-2025            | Korona Kielce        | EK                   | 31         | 1          | CP              | 3               | 0               | -                  | -                  | -                  | -           | -           | -           | 34     | 1      |        |
| Totale Korona Kielce | Totale Korona Kielce | Totale Korona Kielce | 94         | 4          |                 | 9               | 0               |                    | -                  | -                  |             | -           | -           | 103    | 4      |        |
| giu.-dic. 2025       | Ulsan HD             | K1                   | 0          | 0          | CCS             | 1               | 0               | ACL                | 0                  | 0                  | Cmc         | 3           | 0           | 4      | 0      |        |
| Totale carriera      | Totale carriera      | Totale carriera      | 249+1      | 8          |                 | 17              | 1               |                    | 0                  | 0                  |             | 3           | 0           | 270    | 9      |        |